# Ulrik Jenssen
Pour les articles homonymes, voir Jenssen.
Ulrik Yttergård Jenssen, né le 17 juillet 1996 à Tromsø en Norvège, est un footballeur norvégien évoluant actuellement au poste de défenseur central au Rosenborg BK.
Il est le frère de l'international norvégien Ruben Yttergård Jenssen.

## Biographie

### En club
Formé au Tromsø IL, le club de sa ville natale, Ulrik Jenssen rejoint le centre de formation de l'Olympique lyonnais en 2013, à l'âge de 16 ans.

Il n'aura jamais l'opportunité de jouer le moindre match professionnel avec les Gones, et alors qu'il était convoité par de multiples clubs tels que le NEC Nimègue ou la réserve du Real Madrid, il choisit finalement de revenir jouer dans sa ville natale.
Il est directement titulaire avec le Tromsø IL, et joue tous les matchs de Tippeligaen.
En janvier 2018, il est transféré au club danois du FC Nordsjaelland. Pendant trois saisons, il est un des titulaires indiscutables du onze de départ du club danois. Fort de cette expérience convaincante, il signe à l'été 2021 au Pays-Bas, au Willem II Tilburg. En Eredivisie, Jenssen gagne très vite sa place et dispute la majorité des minutes en championnat dès sa première saison.

### En sélection
Jenssen joue dans toutes les catégories de jeunes de son pays (excepté les moins de 20 ans). Il reçoit notamment 22 sélections avec les espoirs.
En 2016, alors qu'il n'a encore aucun match professionnel à son actif, il est convoqué en sélection nationale, mais n'entre pas en jeu.

## Palmarès
Il est finaliste de la Coupe Gambardella en 2015 avec les U19 de l'Olympique lyonnais.